# Long Trạch
Long Trạch là một xã thuộc huyện Cần Đước, tỉnh Long An, Việt Nam.

## Địa lý
Xã Long Trạch nằm ở phía bắc huyện Cần Đước, có vị trí địa lý:
- Phía đông và phía bắc giáp huyện Cần Giuộc
- Phía tây giáp xã Long Khê
- Phía nam giáp xã Long Hòa.

Xã có diện tích 9,17 km², dân số năm 1999 là 10.105 người, mật độ dân số đạt 1.102 người/km².

## Hành chính
Xã Long Trạch được chia thành 7 ấp: Cầu Xây, Cầu Tràm, Long Thanh, Phước Vĩnh, Đồng Tâm, Xoài Đôi, Minh Thiện.